# Hara Teruki
Hara Teruki (原 輝綺) (Szaitama prefektúra, 1998. július 30. –) japán válogatott labdarúgó, a svájci Grasshoppers hátvédje kölcsönben a japán Simizu S-Pulse csapatától.

## Pályafutása

### Klubcsapatokban
A labdarúgást az Albirex Niigata csapatában kezdte. 2019 és 2020 között a Szagan Toszu csapatában játszott. 2021-ben a Simizu S-Pulse csapatához szerződött. A 2022–23-as szezon második felében a svájci első osztályban szereplő Grasshoppersnél szerepelt kölcsönben.

### A válogatottban
A japán U20-as válogatott tagjaként részt vett a 2017-es U20-as labdarúgó-világbajnokságon. 2019-ben debütált a japán válogatottban, ahol mindössze csak egy mérkőzésen lépett pályára. A japán válogatott tagjaként részt vett a 2019-es Copa Américán.

## Statisztika

### A válogatottban
| Japán    | Japán | Japán |
| Időszak  | Mérk. | gól   |
| -------- | ----- | ----- |
| 2019     | 1     | 0     |
| Összesen | 1     | 0     |